# Елберн (Іллінойс)
Елберн (англ. Elburn) — селище (англ. village) в США, в окрузі Кейн штату Іллінойс. Населення — 6175 осіб (2020).

## Географія
Елберн розташований за координатами 41°52′18″ пн. ш. 88°27′13″ зх. д. / 41.87167° пн. ш. 88.45361° зх. д. (41.871558, -88.453612).  За даними Бюро перепису населення США в 2010 році селище мало площу 8,10 км², уся площа — суходіл.

## Демографія
Згідно з переписом 2010 року, у селищі мешкали 5602 особи в 1892 домогосподарствах у складі 1485 родин. Густота населення становила 692 особи/км².  Було 1993 помешкання (246/км²).
Расовий склад населення:
| - 93,1 % — білих - 3,1 % — азіатів - 0,5 % — чорних або афроамериканців - 0,2 % — корінних американців - 1,8 % — осіб інших рас |

До двох чи більше рас належало 1,2 %. Частка іспаномовних становила 6,5 % від усіх жителів.
За віковим діапазоном населення розподілялося таким чином: 32,3 % — особи молодші 18 років, 60,0 % — особи у віці 18—64 років, 7,7 % — особи у віці 65 років та старші. Медіана віку мешканця становила 35,1 року. На 100 осіб жіночої статі у селищі припадало 97,9 чоловіків;  на 100 жінок у віці від 18 років та старших — 93,1 чоловіків також старших 18 років.
Середній дохід на одне домашнє господарство  становив 110 676 доларів США (медіана — 95 708), а середній дохід на одну сім'ю — 122 636 доларів (медіана — 106 875). Медіана доходів становила 62 583 долари для чоловіків та 62 411 долар для жінок. За межею бідності перебувало 4,0 % осіб, у тому числі 5,0 % дітей у віці до 18 років та 4,4 % осіб у віці 65 років та старших.
Цивільне працевлаштоване населення становило 2938 осіб. Основні галузі зайнятості: освіта, охорона здоров'я та соціальна допомога — 21,7 %, роздрібна торгівля — 14,2 %, фінанси, страхування та нерухомість — 11,0 %, виробництво — 10,2 %.